# Club de Futbol Amposta
El Club de Futbol Amposta es un club de fútbol español de la ciudad de Amposta, (Tarragona) España. Fue creado en 1915 y actualmente milita en la Segunda Catalana.

## Historia
El club fue fundado en 1915 con el nombre de Club Esportiu Amposta. En 1920 llega a Amposta la familia Carvallo y funda un equipo llamado l'Argentí (el Argentino). Un de los hijos de esta familia, el Sr. Pedro Carvallo dio un fuerte impulso al fútbol de la ciudad y con los mejores jugadores de ambos clubes funda el Club de Futbol Amposta. Una importante derrota en 1926 ante el Alcanar provocó la extinción del club. En 1929 se creó la peña Som i Serem de l'Amposta (Somos y Seremos del Amposta). En los años 30 destacó en el Campeonato de Cataluña con el nombre de FC Amposta.
Tras la guerra civil se refundó el Club de Futbol Amposta. La mejor época del club se vivió en los años 50, cuando jugó siete temporadas en Tercera División y disputó una promoción de ascenso a Segunda División, ya que todavía no existía la Segunda División B.

## Estadios
Desde la creación del primer club en la ciudad en el año 1915 hasta el 13 de agosto de 1947 el Amposta jugó sus partidos en el Camp de Les Quintanes. Dos días después, el 15 de agosto, se inauguró el Nou Estadi Municipal d'Amposta con un partido ante el Gimnàstic de Tarragona (2-4).

## Temporadas
Hasta el año 2008 el club ha militado 7 temporadas en Tercera División.
| 2ª Territorial - 1945-46: 1ª Territorial - 1946-47: 2ª Territorial - 1948-54: 1ª Territorial - 1954-55: 3ª División 4º - 1955-56: 3ª División 4º - 1956-57: 3ª División 16º - 1957-58: 3ª División 17º - 1958-59: 3ª División 2º | - 1959-60: 3ª División 5º - 1960-61: 3ª División 14º - 1961-67: 1ª Territorial - 1967-68: 2ª Territorial - 1969-70: 1ª Territorial - 1970-72: Preferente - 1972-77: 1ª Territorial - 1977-78: Preferente - 1978-84: 1ª Territorial | - 1984/85: Preferente - 1985-87: 1ª Territorial - 1987-89: Preferente - 1989-04: 1ª Territorial - 2004-06: Preferente - 2006-07: 1ª Catalana - 2007-08: 1ª Catalana 2º |

## Patrocinador
MAPEI